# 리즈원 맨지

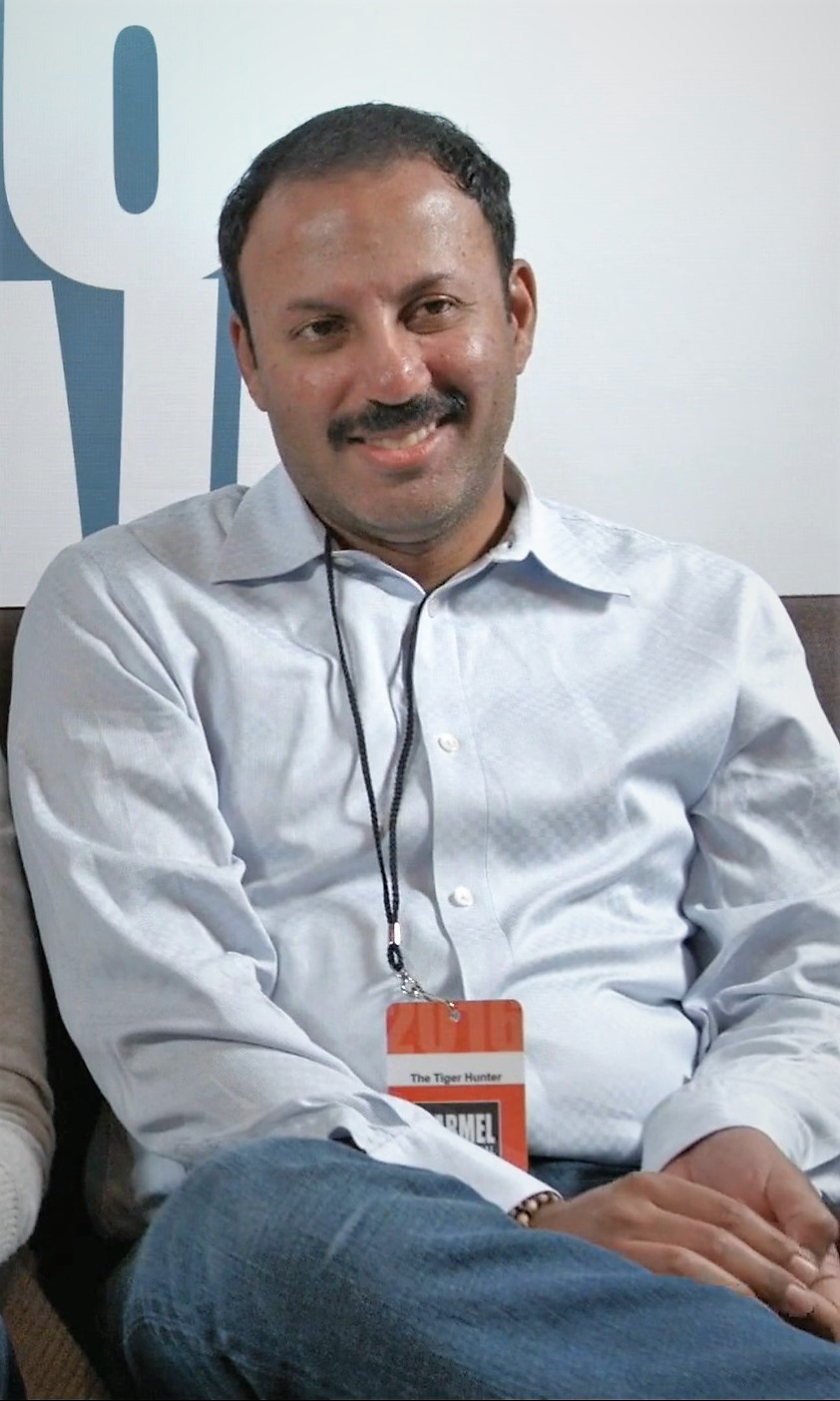

리즈완 만지(Rizwan Manji, 1974년 10월 17일 ~ )는 캐나다의 배우, 각본가, 영화 감독이다.
토론토에서 태어났다.

## 출연 작품
- 라이터스 블럭 (2016년)
- The Tiger Hunter (2016)
- 더 바운스 백 (2016년)
- 패터슨 (2016년) - 도니 역
- 이퀄스 (2015년) - 길리아드 역
- 닥터. 캐비 (2014년)
- 다아디 (2013년)
- 돈 존 (2013년) - 선생님 역
- or Die (2012) - 단편
- 아메리칸 시티즌 (2012년) - 모 역
- 독재자 (2012년)
- 굿모닝 에브리원 (2010년)
- Karma Calling (2009)
- 찰리 윌슨의 전쟁 (2007년)
- 트랜스포머 (2007년) - 아크램 역
- 아메리칸 데시 (2001년)
- 머니 킹 (1998년)
- 투 타이어드 투 다이 (1998년)
- 수우 (1997년)

### 텔레비전
- 플래시포워드 (2009-10)
- 아웃소스드 (2010-11) - 라지브 기드와니 역
- 백스트롬 (2015, Backstrom)
- Perfect Harmony (2019-20)